# Estuari del Medjerda
L'estuari del Medjerda és una zona al·luvial de la desembocadura del riu Medjerda a la delegació d'Utique, governació de Bizerta a Tunísia. El riu aporta uns sis milions de tones d'al·luvions sòlids a l'any. La pluviometria és d'entre 400 i 1000 mm/any. La seva desembocadura va canviar el 1973, després de pluges torrencials, i es va traslladar a 17 km al sud. La desembocadura es va drenar cinc vegades entre 1983 i 1991. Aquesta zona està declarada reserva nacional de Tunísia.